# マハリシ・ヘブン・オン・アース・ディベロップメント
マハリシ・ヘブン・オン・アース・ディベロップメント・コーポレーション（地上天国開発株式会社、Maharishi Heaven on Earth Development Corp. (MHOED)）は、超越瞑想を提唱したインド人導師マハリシ・マヘーシュ・ヨーギーと、マハリシが設立した超越瞑想の普及を目指す諸組織に関連した不動産デベロッパー (開発業者)である。1988年に、アメリカ合衆国のカリフォルニアのマリブに最初に設立され、アメリカ、カナダ、アフリカで、推定100兆ドルのコストで「世界全体を再構築する｣ことを目標とする「地上の楽園プロジェクト」のために活動してきた。理想的な住居や街を提供するために、マハリシ・スターパティア・ヴェーダ（インド風水）を活用する。
アメリカの部門は、アメリカとカナダで50の「不死なるものたちのマハリシ・シティ」（Maharishi Cities of Immortals）という共同体を建設することを計画しデベロッパーとして活動した。「不死なるものたちの町」は、最初にアルメニアのレニナカンに作られた。カナダの部門は2002年に、オタワの歴史的建造物Fleck/Paterson Houseを購入・改築し、市から「adaptive use award of excellence」を贈られた。子会社は「マハリシ・ヴェーダ・ランド」というテーマパークを建設するために、オーランド、フロリダ、ナイアガラの滝、ニューヨークに土地を購入した。オランダの部門は、ザンビア、モザンビークと、国の問題を解決することと引き換えに国土の四分の一を手に入れることをもくろみ、大統領と交渉した